# Пам'ятки монументального мистецтва Золочівського району (Львівська область)
У Золочівському районі Львівської області нараховується 10 пам'яток монументального мистецтва.
| #  | назва | адреса                                                          | Номер | дата рішення                    |
| -- | --- | --------------------------------------------------------------- | ----- | ------------------------------- |
| 1  | Пам'ятник «Руська трійця» (ск. Б. Якимів, 1990, мармурова крихта)                                                          | с. Підлисся                                                     | 1585  | Рішення № 249, 21.05.1991       |
| 2  | Пам'ятник Франку І. Я., українському письменнику і вченому (1960, мармурова крихта)                                        | с. Почапи                                                       | 495   | Рішення № 183, 05.05.1972       |
| 3  | Пам'ятник Франку І. Я., українському письменнику і вченому (ск. В. Сколоздра, 1968, мармурова крихта)                      | с. Словіта, біля сільради                                       | 1586  | Рішення № 183, 05.05.1972       |
| 4  | Пам'ятник Шашкевичу М. С., українському поету (ск. Д. Крвавич, М. Посікіра, арх. М. Федик, 1993, бронза, мармурова крихта) | м. Золочів, пл. Вічева (між вул. Шашкевича, С. Бандери, Мазепи) | 1587  | Розпорядження № 528, 19.07.1995 |
| 5  | Пам'ятник Шашкевичу М. С., українському поету (ск. О. Лушпинський, 1911, залізо, камінь)                                   | с. Підлисся, східна околиця, «Біла гора»                        | 494   | Рішення № 183, 05.05.1972       |
| 6  | Пам'ятник Шашкевичу М. С., українському поету (ск. Д. Крвавич, арх. П. Палюх, 1962, бронза, бетон)                         | с. Підлисся, вул. Шашкевича                                     | 493   | Рішення № 183, 05.05.1972       |
| 7  | Пам'ятник Шашкевичу М. С., українському поету (ск. О. Капустяк, 1986, мармурова крихта)                                    | с. Підлисся, вул. Шашкевича                                     | 1588  | Рішення № 249, 21.05.1991       |
| 8  | Пам'ятник Шевченку Т. Г., українському поету і художнику (ск. Є. Дзиндра, 1991, мармурова крихта)                          | м. Золочів, пл. Шевченка                                        | 488   | Рішення № 183, 05.05.1972       |
| 9  | Пам'ятник Шевченку Т. Г., українському поету і художнику (ск. В. Ропецький, арх. В. Чорновус, 1993, мармурова крихта)      | с. Сновичі                                                      | 1589  | Розпорядження № 236, 11.03.2001 |
| 10 | Пам'ятник Шевченку Т. Г., українському поету і художнику (1956, мармурова крихта, камінь)                                  | с. Струтин, біля клубу                                          | 492   | Рішення № 183, 05.05.1972       |
|    | |                                                                 |       |                                 |

## Джерело
Перелік пам'яток Львівської області [Архівовано 16 вересня 2012 у Wayback Machine.]